# Albiorix retrodentatus
Espèce
Synonymes
- Albiorix bolivari Hoff, 1945

Albiorix retrodentatus est une espèce de pseudoscorpions de la famille des Ideoroncidae.

## Distribution
Cette espèce est endémique du Mexique. Elle se rencontre au Guerrero et au Michoacán.

## Description
Les mâles mesurent de 2,2 à 2,4 mm.
Les mâles mesurent de 2,22 à 2,61 mm.

## Systématique et taxinomie
Albiorix bolivari a été placée en synonymie par Harvey et Muchmore en 2013.

## Publication originale
- Hoff, 1945 : The pseudoscorpion genus Albiorix Chamberlin. American Museum Novitates, vol. 1277, p. 1–12 (texte intégral).